# Član
Ovaj je članak o vrsti riječi. Za član skupa u matematici vidi Član (matematika)
██ neodređeni i određeni član
██ samo određeni član
██ neodređeni član, a određeni kao nastavak
██ samo određeni član kao nastavak
██ bez članova
Član je vrsta riječi ili morfološki element koji u nekim jezicima označuje određenost imenice.
Mnogi jezici nemaju članove, npr. hrvatski, latinski, japanski. Neki jezici imaju članove, ali se rijetko pojavljuju u upotrebi (npr. svahili).

## Članovi u drugim jezicima
Članovi se u jezicima mogu pojaviti u različitim oblicima:
- određeni član označava točno određeni predmet ili osobu (npr. engleski the, francuski le, mađarski a/az)

- neodređeni član označava da se radi o bilo kojem predmetu neke vrste (npr. engleski a, francuski un, mađarski egy)

- neki jezici imaju partitivni član (npr. francuski du) označava neku količinu (tome u hrvatskom odgovara partitivni genitiv)

U nekim jezicima postoji samo određeni član (velški), u nekim određeni član ne može doći ispred osobnog imena (engleski, njemački), a u nekima se upotrebljava ispred imena (portugalski). 
U nekim je jezicima član nastavak koji se dodaje na riječ:
- u bugarskom: stol - stolat
- u švedskom: fisk - fisken
- u makedonskom: drvo - drvoto, drvovo, drvono

U razvoju jezika članovi često nastaju od pokaznih zamjenica (npr. hrvatski taj, ta, to).